# Protecteur (vaisseau de ligne)
Pour les articles homonymes, voir Protecteur.
Le Protecteur était un vaisseau de ligne armé de 74 canons sur deux ponts de la marine royale française, le seul à avoir porté le nom. Il s’agissait d'un bâtiment de force mis sur cale selon les normes définies dans les années 1740 par les constructeurs français pour obtenir un bon rapport coût/manœuvrabilité/armement afin de faire face à la marine anglaise qui disposait de beaucoup plus de navires depuis la fin des guerres de Louis XIV. Il fut lancé dans la période de sursaut patriotique qui suivit les défaites de la guerre de Sept Ans. Il fut mis en chantier et lancé pendant la Guerre de Sept Ans, de 1757 à 1760.

## La carrière du vaisseaux
Le Protecteur participe aux combats de la guerre d'Indépendance américaine. En 1779, sous le commandement du comte de Grasse, il est engagé, sur l'avant-garde, à la bataille de la Grenade dans l'escadre de d'Estaing.

## Curiosité
Un modèle réduit d'un vaisseau de ligne de 64 canons exposé au musée de la Marine est présenté comme une représentation du Protecteur. C'est probablement le résultat d'une erreur de l'amiral Pâris car le Protecteur est un vaisseau de 74 canons. Le modèle exposé est probablement celui du Protée (1748 - 1771).

## Sources et bibliographie
- Michel Vergé-Franceschi (dir.), Dictionnaire d'Histoire maritime, éditions Robert Laffont, coll. « Bouquins », 2002
- Jean Meyer et Martine Acerra, Histoire de la marine française : des origines à nos jours, Rennes, Ouest-France, 1994, 427 p. [détail de l’édition] (ISBN 2-7373-1129-2, BNF 35734655)
- Martine Acerra et André Zysberg, L'essor des marines de guerre européennes : vers 1680-1790, Paris, SEDES, coll. « Regards sur l'histoire » (no 119), 1997, 298 p. [détail de l’édition] (ISBN 2-7181-9515-0, BNF 36697883)
- Jean-Michel Roche (dir.), Dictionnaire des bâtiments de la flotte de guerre française de Colbert à nos jours, t. 1, de 1671 à 1870, éditions LTP, 2005, 530 p. (lire en ligne)
- Onésime Troude, Batailles navales de la France, t. 1, Paris, Challamel aîné, 1867-1868, 453 p. (lire en ligne)
- Onésime Troude, Batailles navales de la France, t. 2, Paris, Challamel aîné, 1867, 469 p. (lire en ligne)
- Georges Lacour-Gayet, La Marine militaire de la France sous le règne de Louis XV, Honoré Champion éditeur, 1910 (1re éd. 1902) (lire en ligne)
- Georges Lacour-Gayet, La marine militaire de France sous le règne de Louis XVI, Paris, éditions Honoré Champion, 1905 (lire en ligne)